# 平卡德山
平卡德山（英語：Pinckard Table），是南極洲的山峰，位於維多利亞地的博克格雷溫克海岸，長15公里、寬6公里，美國地質調查局根據測量和該國海軍的空中照片繪入地圖，現時由南極條約體系管理。